# Сікандар Шах Сурі
Сікандар Шах Сурі (помер 1559) — шостий правитель з династії Сурі. Став султаном після повалення Ібрагіма Шах Сурі.

## Життєпис
Був зведеним братом султана Мухаммада Аділь Шаха. Первинно був губернатором Лахору до проголошення незалежності від Делі 1555 року.
Після набуття незалежності від влади султана та взяття під контроль Пенджабу Сікандар вторгся до земель Ібрагіма Шаха Сурі. Останній зазнав поразки під Фарахом (біля Агри). Після цього Сікандар узяв під свій контроль Делі й Агру. Утім, поки сили Сікандара відволікались на боротьбу проти Ібрагіма, Хумаюн захопив Лахор у лютому 1555 року. Зрештою Сікандар зазнав поразки від армії Великих Моголів. Могольська армія вторглась до Делі та захопила столицю.